# أركين ستوديوز
أركين ستوديوز (بالإنجليزية: Arkane Studios)‏ هي شركة تطوير ألعاب فيديو ومقرها يقع في ليون، فرنسا. تأسست في عام 1999. عملت الشركة بالتعاون مع فالف على تطوير لعبة في سلسلة هاف لايف لكن تم إلغاء المشروع لاحقا. في 2010 استحوذت عليها شركة زيني ماكس ميديا.

## من ألعابها
- ديسونرد
- بايوشوك 2
- آركس فاتاليس

## وصلات خارجية
- الموقع الرسمي
- Arkane Studios' entry at موبي جيمز